# Patrick Fischer (hockey sur glace, 1975)
Pour les articles homonymes, voir Patrick Fischer et Fischer.
Patrick Fischer, né le 6 septembre 1975 à Zoug, était un joueur suisse de hockey sur glace. Il est désormais entraîneur et est chargé de l'équipe de Suisse depuis le 3 décembre 2015.

## Biographie

### Carrière de joueur
Patrick Fischer a débuté en LNA en 1992, avec l'équipe de Zoug. En 1997, il s'engage avec le HC Lugano, avant de changer à nouveau de club en 1999, signant cette fois-ci un contrat avec le HC Davos. Il remporte en 2002 le titre de champion de Suisse avec l'équipe grisonne.
En 2003, l'EV Zoug, après une séance décevante, engage Sean Simpson comme entraîneur. Celui-ci avait été champions avec les juniors élites de Zoug en 1994 et champion suisse en 1998. Avec Simpson, trois de ses anciens juniors, Fischer et ses amis d'enfance Livio Fazio et Daniel Giger reviennent à Zoug.
Bien qu'il n'ait jamais été repêché par une équipe de la Ligue nationale de hockey, il se joint en 2006, à l'âge de 31 ans, aux Coyotes de Phoenix. Il y dispute 27 matchs, comptabilisant 4 buts et 6 aides, avant d'être envoyé au Rampage de San Antonio, club affilié aux Coyotes.
Lors du camp d'entraînement préparatoire à la saison 2007-2008, il ne parvient pas à s'assurer une place fixe avec les Coyotes, et décide donc de revenir dans son ancienne équipe, l'EV Zoug. En novembre 2007, il s'engage avec le SKA Saint-Pétersbourg et devient peu après le premier joueur de champ Suisse à disputer une partie dans la Superliga. Après 5 matchs avec Saint-Pétersbourg, il revient une ultime fois à Zoug et met un terme définitif à sa carrière à la fin de la saison 2008-2009.

### Carrière internationale
Il a participé avec l'équipe de Suisse aux championnats du monde 1998, 1999, 2000, 2003, 2004 et 2005, ainsi qu'aux ainsi qu'aux Jeux olympiques 2002 et 2006.

### Carrière d'entraîneur
Après sa carrière de joueur, Patrick Fischer devient entraîneur. Il signe en mai 2011 un premier contrat avec le mouvement junior du HC Lugano, devenant l'assistant des juniors élites du club tessinois. Avant le début de la saison 2011-2012, il est nommé assistant de la première équipe, qui milite en LNA par le nouvel entraîneur Barry Smith. Il remplace temporairement le technicien canadien lorsque celui-ci pose sa démission, avant que Larry Huras ne soit engagé, remportant deux victoires.
Tout en conservant son poste d’entraîneur assistant à Lugano, Patrick Fischer est nommé, en octobre 2012, lors d’un rassemblement, entraîneur assistant de l’équipe de Suisse des moins de vingt ans. Il y seconde Colin Muller. Il participe aussi au championnat du monde junior de 2013, où il assiste Sean Simpson.
Depuis le 3 décembre 2015 et jusqu'à la fin des Championnats du monde de 2016, il dirige l'équipe nationale. Il est assisté des autres anciens internationaux Felix Hollenstein et Reto von Arx.

### Honneurs
En hommage pour sa carrière de joueur, le numéro 21 a été retiré par l'EVZ.

### Famille
Ses cousins Marco Fischer et Andreas Fischer ont également été des hockeyeurs professionnels.

## Statistiques

### Statistiques en club
Pour les significations des abréviations, voir Statistiques du hockey sur glace.
| Saison     | Équipe                 | Ligue      |     | Saison régulière | Saison régulière | Saison régulière | Saison régulière | Saison régulière |    | Séries éliminatoires | Séries éliminatoires | Séries éliminatoires | Séries éliminatoires | Séries éliminatoires |
| Saison     | Équipe                 | Ligue      | PJ  | B                | A                | Pts              | Pun              | PJ               | B  | A                    | Pts                  | Pun                  |                      |                      |
| 1992-1993  | EV Zoug                | LNA        | 1   | 0                | 0                | 0                | 0                | -                | -  | -                    | -                    | -                    |                      |                      |
| 1993-1994  | EV Zoug                | LNA        | 32  | 3                | 5                | 8                | 14               | 9                | 0  | 2                    | 2                    | 26                   |                      |                      |
| 1994-1995  | EV Zoug                | LNA        | 36  | 10               | 18               | 28               | 30               | 12               | 2  | 4                    | 6                    | 4                    |                      |                      |
| 1995-1996  | EV Zoug                | LNA        | 36  | 10               | 17               | 27               | 24               | 9                | 0  | 2                    | 2                    | 16                   |                      |                      |
| 1996-1997  | EV Zoug                | LNA        | 43  | 20               | 18               | 38               | 26               | 10               | 0  | 1                    | 1                    | 0                    |                      |                      |
| 1997-1998  | HC Lugano              | LNA        | 40  | 15               | 28               | 43               | 38               | 7                | 0  | 5                    | 5                    | 6                    |                      |                      |
| 1998-1999  | HC Lugano              | LNA        | 45  | 11               | 17               | 28               | 73               | 16               | 3  | 0                    | 3                    | 10                   |                      |                      |
| 1999-2000  | HC Davos               | LNA        | 44  | 19               | 17               | 36               | 107              | 5                | 2  | 2                    | 4                    | 0                    |                      |                      |
| 2000-2001  | HC Davos               | LNA        | 42  | 13               | 27               | 40               | 54               | -                | -  | -                    | -                    | -                    |                      |                      |
| 2001-2002  | HC Davos               | LNA        | 38  | 8                | 22               | 30               | 36               | 16               | 5  | 6                    | 11                   | 39                   |                      |                      |
| 2002-2003  | HC Davos               | LNA        | 44  | 17               | 21               | 38               | 87               | 16               | 2  | 7                    | 9                    | 43                   |                      |                      |
| 2003-2004  | EV Zoug                | LNA        | 46  | 12               | 23               | 35               | 70               | 5                | 1  | 4                    | 5                    | 0                    |                      |                      |
| 2004-2005  | EV Zoug                | LNA        | 44  | 17               | 18               | 35               | 64               | 9                | 2  | 5                    | 7                    | 12                   |                      |                      |
| 2005-2006  | EV Zoug                | LNA        | 44  | 21               | 32               | 53               | 72               | 7                | 2  | 4                    | 6                    | 24                   |                      |                      |
| 2006-2007  | Coyotes de Phoenix     | LNH        | 27  | 4                | 6                | 10               | 24               | -                | -  | -                    | -                    | -                    |                      |                      |
| 2006-2007  | Rampage de San Antonio | LAH        | 4   | 0                | 1                | 1                | 6                | -                | -  | -                    | -                    | -                    |                      |                      |
| 2007-2008  | SKA Saint-Pétersbourg  | Superliga  | 5   | 0                | 1                | 1                | 22               | -                | -  | -                    | -                    | -                    |                      |                      |
| 2007-2008  | EV Zoug                | LNA        | 32  | 10               | 11               | 21               | 2                | 7                | 3  | 3                    | 6                    | 0                    |                      |                      |
| 2008-2009  | EV Zoug                | LNA        | 50  | 19               | 27               | 46               | 70               | 10               | 0  | 5                    | 5                    | 22                   |                      |                      |
| Totaux LNA | Totaux LNA             | Totaux LNA | 617 | 205              | 301              | 506              | 827              | 138              | 22 | 50                   | 72                   | 202                  |                      |                      |

### Statistiques en équipe nationale
| Année | Compétition |   | PJ | B | A | Pts | Pun | +/-          |  | Résultat |
| 1994  | CM -20 ans  | 7 | 1  | 0 | 1 | 8   |     | 8e place     |  |          |
| 1997  | Qualif. JO  | 4 | 1  | 0 | 1 | 2   | -3  | Non qualifié |  |          |
| 1998  | CM          | 8 | 1  | 2 | 3 | 4   |     | 4e place     |  |          |
| 1999  | CM          | 6 | 4  | 0 | 4 | 6   | 0   | 8e place     |  |          |
| 2000  | CM          | 7 | 3  | 2 | 5 | 8   | -4  | 6e place     |  |          |
| 2002  | JO          | 4 | 1  | 0 | 1 | 4   | -1  | 11e place    |  |          |
| 2003  | CM          | 7 | 2  | 2 | 4 | 8   | -1  | 8e place     |  |          |
| 2004  | CM          | 7 | 1  | 0 | 1 | 8   | -2  | 8e place     |  |          |
| 2005  | Qualif. JO  | 3 | 1  | 0 | 1 | 2   | -1  | Qualifié     |  |          |
| 2005  | CM          | 7 | 2  | 2 | 4 | 2   | -1  | 8e place     |  |          |
| 2006  | JO          | 6 | 1  | 1 | 2 | 4   | -3  | 6e place     |  |          |